# Petr z Montaigu
Petr z Montaigu († 1230 nebo 1231) byl v letech 1219 až 1230/1231 velmistrem řádu templářů.
Pocházel z Francie z oblasti Clermont v kraji Auvergne. Celá jeho rodina byla úzce spjata s křížovými výpravami. Jeho bratr Garin byl od roku 1207 velmistrem řádu johanitů a bratr Eustorge byl biskupem v kyperské Nikósii.
On sám zastával v řádu v letech 1206 až 1212 funkci mistra v Provenci a Španělsku a později i pro celý Západ. V tomto postavení se v roce 1212 zúčastnil důležitého momentu reconquisty na iberském poloostrově, bitvy u Las Navas de Tolosa.
Do Palestiny se dostal nejspíše s německou flotilou roku 1218 a po smrti Viléma z Chartres se stal velmistrem řádu. Následujícího roku se připojil k páté křížové výpravě proti egyptskému sultánovi al-Kámilovi. Po dobytí města Damietty však výpravu opustil. Jednak proto, že byl přesvědčen o tom, že k dalšímu postupu již vojsko nemá dost sil, a jednak kvůli hrozbě, kterou představovaly pro državy templářů v severní Sýrii útoky damašského sultána al-Mu'azzama.
Zemřel nejspíše roku 1231.